# The Postal Service
The Postal Service ist eine US-amerikanische Indie(tronic)-Band.
Die Band setzt sich aus Ben Gibbard (Sänger von Death Cab for Cutie) und Jimmy Tamborello zusammen, die beide noch in anderen Bands tätig sind.

## Bandgeschichte
Die beiden arbeiteten erstmals zusammen, als Gibbard für einen Song von Tamborellos Projekt Dntel den Gesangspart übernahm. Wegen des Erfolgs dieser Zusammenarbeit beschlossen die beiden, ein eigenes Album zu produzieren. Der Name The Postal Service entstand, da Gibbard und Tamborello aufgrund der großen Distanz zwischen ihnen nie persönlich miteinander arbeiten konnten und es sich somit einbürgerte, dass Tamborello Musik programmierte, sie mit der Post zu Gibbard schickte, der dann über die bereits existierenden Tracks drübersang sowie Melodien hinzufügte und sie dann an Tamborello zurückschickte.
2003 erschien ihr Album Give Up. Das Album erlangte nach einer gemeinsamen Tournee auch einen beachtlichen Erfolg. Durch den Erfolg bestätigt, beschlossen die beiden Musiker, trotz der Arbeit in ihren eigenen Bands weiter zusammenzuarbeiten. Es war das erfolgreichste Album ihres Labels (Sub Pop) seit Nirvanas Debütalbum Bleach.
Gibbard sagte im Dezember 2008 dem Rolling Stone, dass er und Tamborello zwar von Zeit zu Zeit zusammenarbeiteten, es aber keinen konkreten Plan gebe, ein zweites Album zu produzieren. Dafür seien beide auch mit anderen Projekten zu sehr ausgelastet.
Am 21. Januar 2013, genau zehn Jahre nach der Veröffentlichung ihrer ersten EP mit dem Namen Such Great Heights, wurde die Reunion der Band bekannt gegeben. Momentan wird ein zweites Album verwirklicht. Zwischen April und Juli 2013 kehrte die Band mit Konzerten in den USA, Kanada und Europa auch auf die Bühne zurück.

## Diskografie

### Studioalben
| Jahr | Titel   | Höchstplatzierung, Gesamtwochen, AuszeichnungChartplatzierungen (Jahr, Titel, Platzierungen, Wochen, Auszeichnungen, Anmerkungen) | Höchstplatzierung, Gesamtwochen, AuszeichnungChartplatzierungen (Jahr, Titel, Platzierungen, Wochen, Auszeichnungen, Anmerkungen) | Anmerkungen                            |
| Jahr | Titel   | UK | US | Anmerkungen                            |
| ---- | ------- | --- | --- | -------------------------------------- |
| 2003 | Give Up | UK— SilberUK | US45 Platin · (39 Wo.)US | Erstveröffentlichung: 18. Februar 2003 |

Weitere Alben
- 2014: Everything Will Change

### Singles
| Jahr | Titel Album                        | Höchstplatzierung, Gesamtwochen, AuszeichnungChartplatzierungen (Jahr, Titel, Album, Platzierungen, Wochen, Auszeichnungen, Anmerkungen) | Höchstplatzierung, Gesamtwochen, AuszeichnungChartplatzierungen (Jahr, Titel, Album, Platzierungen, Wochen, Auszeichnungen, Anmerkungen) | Anmerkungen                           |
| Jahr | Titel Album                        | UK | US | Anmerkungen                           |
| ---- | ---------------------------------- | --- | --- | ------------------------------------- |
| 2005 | We Will Become Silhouettes Give Up | UK92 (1 Wo.)UK | US82 (1 Wo.)US | Erstveröffentlichung: 8. Februar 2005 |

Weitere Singles
- 2003: Such Great Heights (US: Platin)
- 2003: The District Sleeps Alone Tonight (US: Gold)

### Sonstige Veröffentlichungen
- 2003: Do You Realize?? (The Postal Service Remix) – Ego Tripping at the Gates of Hell EP (The Flaming Lips)
- 2004: Against All Odds – Filmmusik zu Sehnsüchtig
- 2004: New Resolution (TPS Mix) – New Resolution (Azure Ray)
- 2005: Little Girl Blue (Postal Service Mix) – Verve Remixed, Vol. 3
- 2005: Be Still My Heart (Nobody Remix) – Be Still My Heart (Nobody Remix) – Single
- 2006: Mushaboom (Postal Service Remix) – Open Season (Feist)
- 2006: I’m Free (Postal Service Remix) – I’m Free (Remixes) EP (The Rolling Stones)
- 2007: Grow Old With Me – Instant Karma: The Amnesty International Campaign to Save Darfur
- 2008: I’m a Realist (The Postal Service Remix) – I’m a Realist EP (The Cribs)

## Verschiedenes
- Im Januar 2006 drehten Josh Melnick und Xander Charity, welche das Musikvideo zu Such Great Heights produzierten, einen Werbespot für Apple und Intel. Sie benutzen dasselbe Filmmaterial wie in dem Musikvideo.[6] So wie das Musikvideo beinhaltete die Werbung kein Auftreten der Band. The Postal Service haben trotz Enttäuschung (Ben Gibbard äußerte sich auf der Homepage der Band[7]) keine rechtlichen Schritte gegen die Regisseure oder die beteiligten Firmen eingeleitet.